# Volltreffer (Film)
Volltreffer ist eine deutsche Filmkomödie aus dem Jahr 2016. Unter der Regie von Granz Henman sind Axel Stein, Julia Hartmann und Tom Gerhardt in den Hauptrollen zu sehen. Der Fernsehfilm feierte seine Premiere am 4. Oktober 2016 in Sat.1.

## Handlung
Viktoria, knallharte Funktionärin des FC Bayern München, reist nach Dortmund, um dem dortigen, erfolgreichen Traditionsverein Borussia Dortmund seinen besten Spieler abzuwerben. Philipp, ein glühender Verehrer des traditionsreichen BVB, bekommt dies mit und diskutiert mit Viktoria im Fanblock des Westfalenstadions, als diese von einem Ball am Kopf getroffen und ohnmächtig wird. Sanitäter stellen fest, dass diese an einer schweren Amnesie leidet und sich nicht an ihr früheres Leben erinnern kann. Um den Transfer des Starspielers aus Dortmund zu den Bayern zu verhindern, fasst der verwitwete Familienvater Philipp einen Entschluss: Er gibt sich den Ärzten gegenüber als Ehemann der Verletzten aus und macht Viktoria weis, dass sie seine Ehefrau Dörte, die Mutter seiner beiden Söhne und die Tochter seines dementen Schwiegervaters sei. Seine Angehörigen und Freunde, allesamt Fans der Borussia, decken den Schwindel. Tatsächlich gewöhnt sich Viktoria/Dörte schnell an den Familienalltag und hilft Philipp unter anderem dabei, seine finanziellen Angelegenheiten zu ordnen und den dementen Opa in Behandlung zu geben.
Als ihr Gedächtnis wiederkommt, reist Viktoria wütend zurück nach München. Philipp merkt, dass er sich in Viktoria verliebt hat und folgt ihr in die bayerische Landeshauptstadt. Dort sucht er sie in der vollbesetzten Allianz Arena. Gerührt von Philipps Mut, in bayerischer Landestracht auf dem Rasen des ausverkauften Stadions nach ihr zu suchen und sich dann als Anhänger von Borussia Dortmund zu erkennen zu geben, verzeiht sie Philipp. Beide werden ein Paar und kehren nach Dortmund zurück. Der Film endet damit, dass beide in einem Fanblock von Dortmund-Fans sitzen, wobei sie ein Trikot des FC Bayern trägt.

## Hintergrund

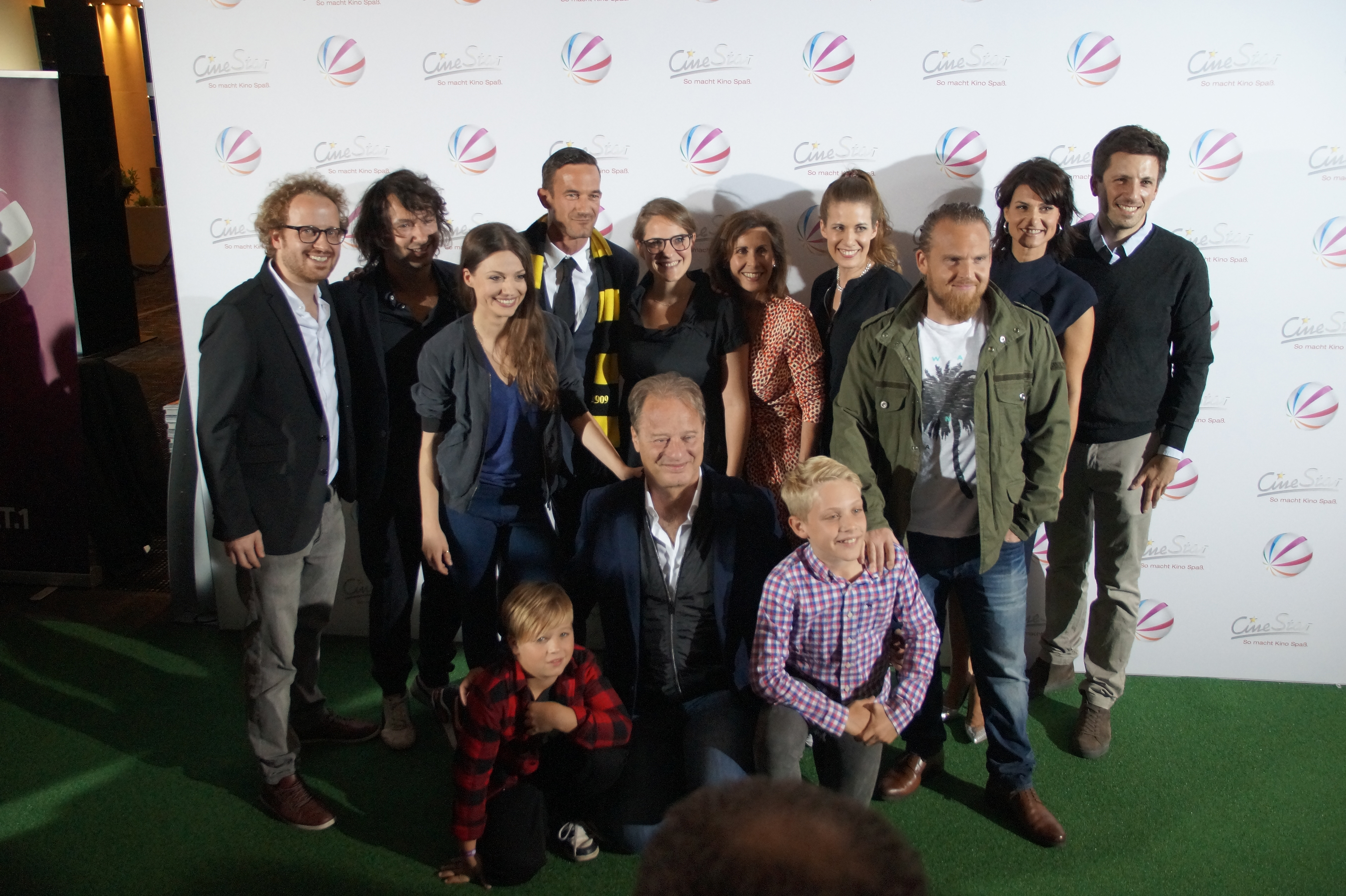
Der Cast des Films bei der Premiere am 29. September 2016 in Dortmund

Die von der Film- und Medienstiftung NRW mit 250.000 Euro geförderte Filmproduktion wurde zunächst als Kinofilm angekündigt.
Gedreht wurde ab Juni 2016 in Dortmund, Köln und Umgebung. Seine Uraufführung erlebte der Film am 29. September 2016 in Dortmund.

## Rezension

### Kritiken
„In den Vereinsfarben Rot und Schwarz-Gelb und vor dem Hintergrund der Konkurrenz zwischen Bayern und Ruhrpott macht sich das ganz gut. Sat.1 hatte schon Komödien, die weniger ins Schwarze trafen als dieser Film.“

TV Spielfilm sah Parallelen zu den Filmen Overboard – Ein Goldfisch fällt ins Wasser und Fußball ist unser Leben und urteilte, dass „der dreiste Mix […] mit prolligem Witz, der nur manchmal entgleist“ unterhalte. „Wer den Fußball liebt, der muss hier einfach mitgackern.“

### Einschaltquoten
Bei seiner Erstausstrahlung am 4. Oktober 2016 in Sat.1 erreichte der Film 1,88 Millionen Zuschauer und einen Marktanteil von 6,1 %.
In der werberelevanten Zielgruppe (14–49 Jahre) waren es 1,06 Millionen Zuschauer und 9,6 Prozent Marktanteil.